# DC Comics
DC Comics, precedentemente nota come Detective Comics Inc., è una casa editrice statunitense specializzata nella pubblicazione di fumetti, divisione editoriale di DC Entertainment, sussidiaria di Warner Bros. Global Brands and Franchises e a sua volta di Warner Bros. Discovery.
Nota nel panorama internazionale come una delle più eminenti esponenti dell'industria del fumetto, nel corso della sua esistenza ha dato alle stampe personaggi iconici del genere supereroistico, quali Superman, Batman e Wonder Woman; si è inoltre distinta per la creazione di personaggi e franchise esterni alla narrativa mainstream ma acclamate dalla critica, come la saga Watchmen, il Sandman Universe e il marchio Vertigo. A DC Comics sono inoltre direttamente correlate diverse opere trans-mediali, dai film ai videogiochi, passando per le serie televisive: tra i progetti più ambiziosi sotto questo punto di vista, si ricordano l'Arrowverse e il DC Extended Universe.
Presieduta dal 2018 da Pamela Lifford, dal 2015 ha sede a Burbank, California.

## Storia

### Le origini
Nel 1934 il maggiore della cavalleria statunitense Malcolm Wheeler-Nicholson, il quale, da reduce della prima guerra mondiale, già negli anni venti aveva cominciato a lavorare nell'editoria delle strisce a fumetti, fonda la casa editrice National Allied Publications, il cui primo albo, intitolato New Fun: The Big Comic Magazine, sarebbe poi uscito nel febbraio 1935. L'intuizione di Wheeler-Nicholson consistette nella scelta di pubblicare albi contenenti materiale inedito, anziché ristampare le strisce a fumetti reperibili sui quotidiani cartacei, come era invece abitudine sino ad allora. In aggiunta alle pagine in bianco e nero, tale albo conteneva una storia a colori in 12 vignette dell'inedito cowboy Jack Woods, ad oggi ritenuto storicamente il primo personaggio inventato dalla futura DC Comics (del quale si ignorano tuttavia gli autori). Sarà tuttavia la seconda serie di albi, intitolata dapprima New Comics (dicembre 1935), quindi More Fun Comics, a riscuotere maggior successo commerciale: gli albi vengono stampati in dimensioni ridotte (17x26 cm, che diverranno poi il format standard del fumetto americano) che consentono di ridurre l'impiego di carta nella produzione, rendendo possibile l'abbassamento del prezzo di vendita. La pubblicazione dà spazio a racconti fumettistici di stampo prevalentemente umoristico e d'avventura.
A fine 1936, Wheeler-Nicholson vende la National Allied Publications a Harry Donenfeld, già proprietario di Independent News e distributore delle pubblicazioni della National Allied. Sostenuto dal contabile Jack Liebowitz, Donenfeld può fondare la Detective Comics Inc., riuscendo così a finanziare nuovi progetti editoriali, ovvero le testate Detective Comics (marzo 1937) e Action Comics (giugno 1938). Nel 1940 cambia anche il nome della casa editrice: dopo alcune piccole variazioni di nomenclatura (National Periodical Publications e National Comics), infatti, sul ventitreesimo numero di Action Comics appare la dicitura DC Publications. Secondo le fonti ufficiali, la sigla DC, mai venuta meno negli anni a venire, sta per Detective Comics; altre fonti, tuttavia, sostengono che stia per Donenfeld's Comics.
La prima sede amministrativa della DC Comics coincideva con l'ufficio del maggiore Wheeler-Nicholson, al 225 LaFayette di New York, nel quartiere di Lower Manhattan; nel 1938, tale sede fu trasferita al 480 Lexington Avenue, nel Midtown Manhattan. Sarà solo nel 2015, dopo sette trasferimenti amministrativi, che la DC Comics abbandonerà New York, scegliendo di delocalizzarsi a Burbank, California.

### LaGolden Age(1938-1951)

#### La trinità DC: Superman, Batman e Wonder Woman

Superman, Batman, Wonder Woman, la Trinità della DC Comics

Nel giugno 1938 viene dato alle stampe il primo numero di Action Comics, il quale ospita tra le proprie pagine Superman, personaggio ideato e creato già nel 1933 da Jerry Siegel e Joe Shuster su ispirazione della letteratura pulp e fantascientifica. Il successo commerciale e culturale dello storicamente primo supereroe non tarda ad arrivare: nel gennaio 1939 cominciano ad essere realizzate strisce a fumetti per quotidiani cartacei su Superman, e il supereroe viene anche ospitato dalle Sunday pages; nell'aprile seguente il personaggio compare sull'albo World's Fair, dedicato all'esposizione universale di New York dello stesso anno; nel maggio 1939 diviene quindi il primo personaggio a fumetti ad avere una testata a lui interamente dedicata, intitolata Superman (il cui primo numero ospita le prime quattro storie del personaggio pubblicate su Action Comics).
Nel maggio 1939 viene quindi distribuito il ventisettesimo numero di Detective Comics, in cui compare per la prima volta Batman, ideato da Bill Finger e Bob Kane fortemente voluto dal redattore della testata, Vince Sullivan, il quale ne esalta le caratteristiche che, oltre a renderlo affine a personaggi iconici della letteratura pulp quali l'Uomo Ombra, fanno di lui un eroe dark, contrapposto alla solarità di Superman. Il personaggio viene gestito da Bob Kane e Bill Finger, del quale si riconoscerà solo molto tempo dopo il contributo alla creazione del «crociato incappucciato», e anche in questo caso si arriva alla fondazione di una testata interamente dedicata all'eroe, Batman, data per la prima volta alle stampe nel 1940.
Nel 1941 si assiste a un nuovo ampliamento della rosa di supereroi DC: nasce infatti Wonder Woman, prima supereroina in assoluto nella storia, comparsa per la prima volta nella testata All-American Comics per la All-American Publications. Ideatore del personaggio è lo psicologo Walter Moulton Marston, avverso all'eccessiva mascolinità proposta dai personaggi di Superman e Batman. Proposta come punto d'incontro tra le doti fisiche di Superman e la psiche femminile, Wonder Woman ottiene a tal punto popolarità da divenire protagonista della testata Sensation Comics già nel febbraio 1942, quindi da dar vita a una propria testata, Wonder Woman, nell'estate dello stesso anno, ad appena 10 mesi dalla creazione del personaggio.
Superman, Batman e Wonder Woman vanno così a formare la «trinità» della DC Comics: le loro testate saranno infatti le uniche a sopravvivere anche all'esaurimento della Golden Age del fumetto supereroistico. A conferma della loro popolarità negli anni d'oro del supereroismo letterario, i tre personaggi sopracitati saranno anche gli unici della casa DC Comics a comparire nei quotidiani cartacei statunitensi. Il successo di questi personaggi ha eco anche nel resto del mondo, tanto che il solo Superman riuscirà ad apparire in oltre venti milioni di pubblicazioni stranieri (in Italia verrà ospitato su Gli Albi dell'Audacia). Già con le prime pubblicazioni a strisce di Superman la DC Publications riesce a mantenere il controllo editoriale sulle storie: il redattore Jack Schiff, in particolare, consentirà a nuovi autori di cimentarsi con il personaggio attraverso questo nuovo canale (Wayne Boring tra tutti); nel 1943 sarà lo stesso Schiff a negoziare l'avvio di pubblicazioni a strisce di Batman, nel tentativo di creare una continuity del personaggio che spingesse i lettori ad acquistare i quotidiani giorno dopo giorno. L'esperimento su Batman, tuttavia, fallì già nel 1946, anno di chiusura delle pubblicazioni regolari sui quotidiani, che riapriranno solo nel 1966. Sorte non dissimile tocca a Wonder Woman: iniziate nel 1943, le strisce sui quotidiani cessano di essere realizzate già nel 1944.

#### Acquisizione dellaAll-American Publications(1938-1945)
A fine anni trenta, Detective Comics Inc. sigla un accordo di distribuzione per la neonata All-American Publications, fondata nel 1938 da Max Gaines. Il redattore darà un cospicuo contributo per la creazione di personaggi quali Jay Garrick/Flash, Carter Hall/Hawkman, Al Pratt/Atomo, Alan Scott/Lanterna Verde e la già citata Wonder Woman. Nel 1940, la testata All-Star Comics, nata su iniziativa dello stesso Gaines, dà vita alla Justice Society of America, il primo collettivo di supereroi di sempre. Si tratta di un vero e proprio esperimento transeditoriale, in quanto propone un incontro tra personaggi appartenenti a pubblicazioni editoriali distinte: la DC Publications offre infatti Rex Tyler/Hourman, Wesley Dodds/Sandman e Spettro; la All-American Publications propone invece Flash, Hawkman, Atomo, Lanterna Verde e Johnny Thunder. Il naturale esito di questa idea è la creazione di un universo narrativo unico e condiviso, che presuppone i concetti di cross-over e continuity narrativa.
I successi ottenuti da Gaines con la creazione della Justice Society of America spingono Donenfeld a fondare un supergruppo targato esclusivamente DC Publications: nel 1941, la testata Leading Comics ospita i Sette Soldati della Vittoria, un collettivo creato da Matt Weisinger, non altrettanto acclamato dal pubblico a confronto con la Justice Society. Il rapporto tra Gaines e Donenfeld, mai completamente sereno, viene stravolto nel 1945, quando Gaines decide di rimuovere il logo DC dalle proprie pubblicazioni, escludendo peraltro i personaggi di Donenfeld dalla Justice Society. L'iniziativa non regge a livello finanziario, e dopo pochi mesi Donenfeld acquisisce completamente la All-American Publications, nonché i diritti sui personaggi pubblicati dall'ormai ex-casa editrice di Gaines.

#### La seconda guerra mondiale e il declino (1941-1951)
L'ingresso degli Stati Uniti nella seconda guerra mondiale rappresenta una grande occasione per l'industria del fumetto, che vede le proprie vendite triplicarsi tra il 1942 e il 1945. Diversi furono però gli autori costretti ad abbandonare il proprio lavoro per recarsi al fronte: tra questi, Bert Christman, a lungo autore di Sandman, caduto in guerra, Joe Simon e Jack Kirby, già creatori dei Boy Commandos. La testata Star Spangled Comics ospiterà diverse creazioni risalenti a questo contesto: lo Star Spangled Kid di Jerry Siegel, il Guardiano di Jack Kirby e la Newsboy Legion. Queste pubblicazioni sono caratterizzate dall'assenza della trinità DC: in particolare, la scelta di dare meno risalto a personaggi quali Superman e Wonder Woman si deve principalmente all'impossibilità di far convivere questi personaggi con il lungo decorso del conflitto (che, a rigor di logica, eroi dai poteri sovrumani quali i due precedentemente citati avrebbero potuto rapidamente portare a termine). L'espediente narrativo ideato a tal proposito fu la «lancia del destino», un artefatto magico in possesso del dittatore tedesco Adolf Hitler, in grado di annullare i poteri dei supereroi nei territori dell'Asse. Anche gli albi della DC Publications contribuiscono alla propaganda di guerra: ricorrenti sono le esortazioni ad acquistare war bonds e le lodi ai caduti di guerra.
Pur crescendo continuativamente fino al 1953, le vendite di fumetti a tema supereroistico non furono altrettanto fortunate nel secondo dopoguerra. Il calo di popolarità dei supereroi è tale da indurre DC Publications a rinominare la testata All-Star Comics come All-Star Western, a partire dal maggio 1951, trasformandola in una serie regolare a sfondo western. Ciononostante, il pubblico contribuisce a mantenere in vita le pubblicazioni di Superman (su Superman, Action Comics e Adventure Comics, ovvero la vecchia New Comics), Batman (su Batman e Detective Comics) e Wonder Woman (Wonder Woman). A sopravvivere a dispetto della crisi del fumetto supereroistico sono anche quattro personaggi minori: la testata antologica Adventure Comics continua infatti a ospitare le storie di Johnny Quick, velocista nato nel 1941 e ispirato a Flash, Freccia Verde, ideato a partire da Batman, e Aquaman, ispirato a Namor; Star Spangled Comics propone invece le avventure di Robotman, personaggio ideato da Jerry Spiegel, che anticipa in questo senso il futuro trend della letteratura fantascientifica (il personaggio passerà poi su Detective Comics).
Al fine di ampliare il ventaglio di lettori, nel secondo dopoguerra la DC Publications comincia a investire risorse anche sulla produzione e distribuzione di storie umoristiche, appetibili per un pubblico desideroso di scollegarsi dai problemi della quotidianità. Stimolati dal successo dei cortometraggi animati di allora, in particolar modo dalle pellicole dedicate a Topolino, Tom & Jerry, Bugs Bunny e Woody Woodpecker, la casa editrice acquisisce i diritti del corto animato The Fox and the Grapes (distribuito nel 1943), da cui nasce la coppia nota come The Fox and the Crow, ospitata già nel primo numero di Reel Screen Comics (1945). Diversamente dai colleghi supereroi, i due nuovi personaggi riscuotono ampio successo, e nel 1951 ottengono una propria serie regolare.

#### La fine dellaGolden Age(1951-1956)
La progressiva stagnazione di vendite dei fumetti a tema supereroistico induce l'editor-in-chief Irwin Donenfield a puntare su un rinnovamento contenutistico delle testate DC. Dopo il cambio di nomenclatura di All-American Comics in All-Star Western a fine anni quaranta, ampio risalto viene dato al personaggio di Tomahawk, le cui avventure vengono ambientate nell'epoca della guerra d'indipendenza americana. Nel 1950 nasce così la testata Tomahawk, destinata a sopravvivere fino al 1972.
Già nel 1948 iniziano i primi esperimenti nella letteratura crime, incentrata sugli scontri tra forze dell'ordine e malavita.Tra il 1948 e il 1950 debuttano Gang Busters, Mr. District Attorney e Big Town, fortemente ispirati dai serial radiofonici in voga in quegli anni. DC Publications spazia anche nell'ambito horror, distribuendo tra il 1951 e il 1952 House of Mistery e The Phantom Stranger.
L'ambito fantascientifico, già esplorato con Superman, viene ulteriormente sfruttato per personaggi quali Tommy Tomorrow, ospitato da Action Comics a partire dal 1948. Nasce poi la testata antologica Strange Adventures, fondata su iniziativa di Julius Schwartz: la sua pubblicazione darà spazio a nuove icone del fumetto, quali Capitan Comet a partire dal giugno 1951. La scia dell'applaudito esperimento fantascientifico si propaga fino alla fine degli anni cinquanta, fino cioè alla nascita di Adam Strange (1959).

### LaSilver Agee Infantino (1956-1976)

#### Il Comics Code Authority (1956)
A metà anni cinquanta l'industria del fumetto deve fronteggiare la campagna culturale promossa dallo psichiatra Fredric Wertham, autore di Seduction of the Innocent. Nel suo testo, Wertham muoveva accese critiche alla letteratura fumettistica, accusandola di compiere manovre di corruzione etica sulla givoentù statunitense. Principali bersagli della polemica di Wertham sono i fumetti horror della casa editrice EC Comics, e anche personaggi come Batman (accusato peraltro di omosessualità latente nei confronti di Robin) finiscono nell'occhio del ciclone, tutti accomunati da alto contenuto di violenza visiva e promiscuità sessuale nelle loro storie. La situazione sfocia in un compromesso tra gli editori, consistente nella fondazione del Comics Code Authority, un codice di autocensura che interviene sulla creatività e sulla varietà di tematiche dei fumetti degli anni cinquanta. Rispetto alle altre case, DC Comics risulta meno colpita dalla censura, principalmente grazie al successo di Superman, ormai divenuto icona della casa editrice, ma anche grazie alla mai eccessiva crudezza delle storie horror e crime proposte su altre testate della DC. Questa posizione di vantaggio consente a DC di risollevarsi già immediatamente dopo la fondazione di Comics Code Authority, attraverso il lancio di una nuova testata antologica, House of Secrets, con cui vengono raccolti i lettori orfani delle testate ormai censurate e chiuse.

#### Il rilancio dei supereroi e la nascita del multiverso DC (1956-1965)
Nella seconda metà degli anni cinquanta DC Comics torna nuovamente a investire risorse sulla letteratura supereroistica: il direttore Donenfield e il redattore-autore Schwartz lavorano infatti a una ripresa dei supereroi minori della Golden Age, nel tentativo di rendere anche questi appetibili a una nuova generazione di lettori. Nel settembre 1956 viene quindi distribuito il quarto numero della testata Showcase, dove fa la sua prima apparizione Barry Allen/Flash, secondo interprete del velocista scarlatto, ridefinito esteticamente da Carmine Infantino e Joe Kubert, del quale si propongono peraltro nuove origini di poteri. Dopo poco tempo, il personaggio ottiene anche la propria testata regolare (The Flash (Vol.1) n. 105, che riprende la numerazione della vecchia testata della Golden Age). Sempre su iniziativa di Schwartz viene alla luce Hal Jordan/Lanterna Verde, il quale supereroe viene ridefinito come poliziotto intergalattico. Anche l'idea di un collettivo di supereroi viene riproposta: nel marzo 1960, sul ventottesimo numero di The Brave and the Bold compare la Justice League of America, allora formata da Lanterna Verde, Aquaman, Wonder Woman, Martian Manhunter (apparso per la prima volta nel 1955 su Detective Comics) e Flash. È proprio in questo frangente, peraltro, che Stan Lee riceve dallo zio Martin Goodman, allora direttore di Marvel Magazines, l'incarico di plasmare una squadra di supereroi sulla falsariga della genesi della Justice League: Lee e Jack Kirby danno così alla luce i Fantastici Quattro (ispirati alla serie DC The Challengers of the Unknown, dello stesso Kirby). A questi supereroi seguiranno altre creazioni che definiranno Marvel Comics come principale concorrente di DC Comics.
Nel 1961 DC Comics cambia la sua sede amministrativa, trasferendosi al 575 Lexington Avenue, New York. Contestualmente, nel settembre dello stesso anno viene distribuita la storia Flash dei due mondi (The Flash (Vol. 1), n. 123), un episodio autoconclusivo che racconta l'incontro tra Barry Allen e Jay Garrick, il Flash della Golden Age: si tratta di un evento cruciale per la storia letteraria dei supereroi DC, poiché introduce il concetto di multiverso: sulla testata Justice League, allora curata da Gardner Fox, viene quindi mostrato l'incontro tra la Justice League della Silver Age e la Justice Society della Golden Age. Come fondamento logico di queste nuove storie, gli autori DC coniano Terra-Due, realtà parallela dove si svolgono gli eventi raccontati negli anni della Golden Age. Le interazioni tra Terra-Uno (dove invece si verificano gli eventi della continuity della Silver Age) e Terra-Due sfociano poi nell'introduzione di Terra-Tre, altra realtà parallela dove la Justice League, lì nota come Sindacato del crimine, veste i panni di antagonista principale.

#### L'avvento di Infantino (1966-1968)
Nel 1966 il direttore artistico DC Carmine Infantino subentra a Donenfield come direttore editoriale della casa editrice, divenendo peraltro il primo artista a ricoprire tale incarico. La posizione di Infantino resta immutata dopo il cambio di proprietà della casa editrice: nel 1967, infatti, DC Comics viene acquisita dalla Kinney National Services, poi acquirente di Warner Bros., divenendo pertanto parte di un sistema di corporation poliedrico. La nuova direzione di Infantino è rampante, e la casa editrice riesce a rinvigorire i propri ranghi di autori con Steve Ditko, Dennis O'Neil e Jack Kirby. Quest'ultimo, nei primi anni settanta, darà gli albori a nuovi personaggi del canone DC, attraverso il lancio della saga del Quarto Mondo, che introduce il supercriminale Darkseid. Viene anche reclutato l'ancora quattordicenne Jim Shooter, ideatore della Legione dei Super-Eroi (apparsa per la prima volta nel 1967 su Adventure Comics) e del Parassita (apparso per la prima volta nel 1967 su Action Comics).
Dopo soli sette anni dall'ultimo trasferimento, la nuova sede amministrativa di DC Comics diventa il 909 Third Avenue, New York. Sempre nel 1968 viene distribuito The Flash (Vol.1) n.179, che introduce Terra-Prime, una realtà parallela in cui i supereroi esistono solo come personaggi a fumetti, e i cui abitanti sono in grado di dar vita con il proprio pensiero alle molteplici realtà parallele che compongo l'ormai sconfinato multiverso DC. Il nuovo corso narrativo vede il coinvolgimento di promettenti autori del fumetto, quale Grant Morrison. Nel 1973, DC Comics si trasferisce al 75 Rockefeller Plaza, New York.
Parallelamente, già nel 1966 DC Comics sperimenta un percorso multimediale: il 12 gennaio di quell'anno va infatti in onda su ABC l'episodio pilota di Batman. La serie, che vede recitare Adam West nei panni di Bruce Wayne/Batman e Burt Ward nei panni di Dick Grayson/Robin, viene accolta più che positivamente dal pubblico, senza tuttavia influire sulle vendite dei fumetti, a causa del carattere camp della serie televisiva, che non ripropone i toni dark delle storie del crociato incappucciato. La popolarità di Batman avrà un rapido declino: già alla seconda stagione della serie televisiva il pubblico si dimostra poco invogliato a seguire gli episodi della serie, che viene quindi chiusa già nel 1968. L'impatto culturale di Batman contribuirà a definire ampiamente il pregiudizio generale del pubblico verso i fumetti, reputati a priori un facsimile della detta serie televisiva, ricolma di tentativi maldestri di mostrare scene d'azione, in aggiunta a una discutibile scelta di palette cromatica sull'onda della pop art. Ciononostante, Batman destò le attenzioni dei grandi network verso la letteratura supereroistica: ne derivano diverse serie animate, tra cui The New Adventures of Superman (1966-1967), The Superman-Aquaman Hour (1967-1968), The Batman-Superman Hour (1968-1969) e The Adventures of Batman (1969), che rappresenta peraltro una continuazione narrativa della serie televisiva Batman. Anche gli studi Hanna-Barbera si interessano al fenomeno, e nel 1973 viene scritturata e realizzata la serie Super Friends Show, liberamente ispirata alla Justice League e arricchita da personaggi inediti, lasciando negli anni a venire spazio per nuove trasposizioni animate camp.

#### Svecchiamenti enew entries(1968-1976)
La seconda metà degli anni sessanta è caratterizzata per la DC Comics da un progressivo calo di vendite delle testate dedicate a Batman, Superman e Wonder Woman, specialmente a causa della concorrenza della neonata Marvel Comics. Gli autori Schwartz e O'Neil guidano quindi un progetto di ridefinizione della trinità di DC, nella vana speranza di risollevare la popolarità dei personaggi: il personaggio di Wonder Woman viene ampiamente riscritto, tanto da trasformarsi da amazzone a umana abile nelle arti marziali, in aggiunta all'eliminazione di Steve Trevor e del legame sentimentale tra i due; per quanto riguarda Superman, l'alter ego Clark Kent viene ridefinito come reporter televisivo, e vengono meno le storie sulla kryptonite; Batman torna invece ad essere un supereroe dark, abbandonando i lidi scanzonati della serie televisiva di fine anni sessanta, principalmente grazie al lavoro artistico e grafico di Dick Giordano. Dei tre, sarà il solo Batman a giovare di questo cambio di direzione.
Importante fu l'investimento compiuto da DC Comics nei primi anni settanta per ridare alle stampe Billy Batson/Capitan Marvel, altro supereroe iconico della Golden Age, pubblicato tra il 1939 e il 1953 da Fawcett Comics. Tale personaggio era passato alle cronache non solo per il suo successo commerciale, ma anche per la disputa legale che aveva visto contrapporsi proprio DC e Fawcett, quest'ultima accusa dai primi di plagio alla luce di alcune somiglianze riscontrate tra Capitan Marvel e Superman. Nel 1972, la DC Comics acquisisce i diritti su Capitan Marvel, e lo riporta su carta stampata grazie a una nuova testata, Shazam!, così denominata in quanto la testata Capitan Marvel era già stata aperta da Marvel Comics per il proprio Capitan Marvel. La serie comincia ad essere distribuita nel febbraio 1973, ma riscontra scarso successo a causa dello stile anacronistico che segna il lavoro degli autori Schwartz e O'Neil, troppo orientato alle atmosfere anni quaranta. Capitan Marvel riceve tuttavia una trasposizione televisiva: nel settembre 1974 vanno in onda le prime puntate di Shazam!, distribuita dall'emittente CBS, che manterrà vivo il progetto fino al 1977; l'anno successivo, anche l'omonima testata chiuderà i battenti.
L'ultima fase temporale della direzione Infantino è segnata dall'introduzione di altri nuovi eroi in casa DC, relativamente lontani dai canonii stilistici della Silver Age: nel 1967 sulla testata Strange Adventures debutta Deadman, mentre l'anno successivo è la volta di The Creeper di Jack Kirby e dei Segreti Sei. Nel 1971 viene invece creato Jonah Hex, eroe di estrazione western, al quale segue Black Orchid. Le ultime creazioni degli anni di Infantino come editor-in-chief di DC Comics sono accomunate dall'essere orientate a toni più cupi e meno infantili, strizzando quindi l'occhio al pubblico post-adolescenziale.

### Gli anni di Khan (1976-2002)

#### Il declino e laDC Implosion(1976-1979)

Il Bullet Logo, o DC Bullet (1977-2005)

Nel 1976, su iniziativa del presidente di DC Comics Sol Harrison, Infantino viene sostituito nel ruolo di direttore editoriale da Jenette Khan, una redattrice di appena ventott'anni con esperienza nella sola editoria per l'infanzia. Tra i primi atti del nuovo editor-in-chief si ricorda il mandato conferito a Milton Glaser per la realizzazione del nuovo logo della DC: a partire dal 1977, fa la sua comparsa il cosiddetto Bullet Logo, che rimarrà rappresentazione ufficiale della casa editrice fino al 2005. Parallelamente, però, DC Comics deve far fronte a un progressivo calo nelle vendite, un dato ancor più preoccupante se confrontato con la graduale ascesa contestuale di Marvel Comics: come soluzione al problema, Khan, affiancata da Joe Orlando come consulente creativo e Paul Levitz come consulente finanziario, decide anzitutto di lanciare venti nuove testate, che si aggiungono alle ventinove preesistenti, quindi di dar vita a un nuovo formato, il One-Dollar Comic, che prevede la produzione di albi di 100 pagine complessive al prezzo di un dollaro (il formato statunitense, in quegli anni, prevede albi da appena 17 pagine al prezzo di 35 centesimi l'uno). Si tratta di un espediente di scarso successo: i nuovi albi sono ricchi di ristampe e storie riciclate, non riuscendo a reggere il confronto con la dirompente e solida continuity Marvel gestita da nientemeno che Jim Shooter nelle vesti di editor-in-chief.
Quello successivo è un biennio emblematico per comprendere le difficoltà incontrate da DC Comics nel post-Infantino. Nel 1978 viene infatti prodotto e distribuito Superman, lungometraggio supereroistico che annovera nel proprio cast sia l'esordiente Christopher Reeve sia attori d'esperienza quali Gene Hackman e Marlon Brando: la pellicola riscuote il plauso di critica e pubblico, risultando in un riuscito compromesso tra le esigenze dei lettori dei fumetti, desiderosi di avere a che fare con trasposizioni fedeli del supereroe kryptoniano, e l'appetito del pubblico casual. DC Comics non riesce tuttavia a capitalizzare la popolarità di Superman, al punto che nel 1978 sono ben trentuno le testate della casa editrice a chiudere. Questo crollo, noto alle cronache come DC Implosion, si deve principalmente a una cattiva gestione finanziaria e a una generale stagnazione artistica: se da un lato DC Comics dà adito a sovrapproduzioni di albi che mal si conciliano con il crescente prezzo della carta e la difficoltà dimostrata dalle edicole nel promuovere le novità editoriali, dall'altro la casa editrice si ritrova tra le mani un multiverso eccessivamente vasto, ampliato in modo incontrollato dagli autori in cerca di giustificazioni per le proprie incongruenze narrative. A ciò si aggiunge il crescente successo di Marvel Comics, che raccoglie sotto le proprie ali i principali autori di fumetto supereroistico di allora.

#### Riformattazione e riorganizzazione (1980-1985)
A quattro anni dal suo insediamento come direttore editoriale, nel 1980 Khan subentra a Harrison come nuovo presidente di DC Comics, avviando un percorso di accentramento di potere decisionale mai visto fino ad allora. La nuova fase della direzione Khan prevede maggior investimento sulle condizioni lavorative degli autori DC stessi: la copertura per l'assicurazione sanitaria viene estesa anche agli autori freelance, mentre gli autori alle dipendenze della casa editrice vengono messi sotto contratto per un minimo di uno o due anni di lavoro. Viene inoltre introdotto un royalty plan, ovvero un nuovo vincolo contrattuale che garantisce agli autori una percentuale di guadagno sulle vendite di albi una volta superate le centomila copie vendute. La nuova direzione viene favorita anche dall'azione di Dick Giordano, che nel 1984 diviene vicepresidente-editor di DC Comics. Nel 1982, inoltre, DC Comics si trasferisce al 666 Fifth Avenue, New York.
Parallelamente, su iniziativa di Levitz, DC Comics comincia a concentrarsi sulla distribuzione degli albi nel cosiddetto newstands market, ovvero nei negozi specializzati, le fumetterie, che a fine anni settanta rappresentano solamente un decimo dei canali di distribuzione e profitto delle case editrici fumettistiche (che ancora prediligevano la distribuzione presso edicole e supermercati): a differenza dei canali tradizionali, per le fumetterie non viene fatta valere la politica di reso (alla quale segue normalmente il macero), cosa che permette a DC Comics di ovviare il colpo di pistola della sovrapproduzione. Il crescente interesse verso le fumetterie va di pari passo con la sperimentazione delle limited series, ovvero miniserie concepite per durare entro un numero prestabilito di albi, non di rado al di fuori della continuity: nel 1979, sull'onda della popolarità di Superman, viene così distribuita la miniserie World of Krypton, suddivisa in tre albi. Nel 1982 viene invece pubblicata la maxiserie Camelot 3000, in dodici albi, che non presenta il marchio del Comics Code Authority ed è invece direttamente consigliata per un pubblico più maturo, non venendo quindi distribuita né presso edicole né presso supermercati. Sono questi punti di partenza per un format che riscuote l'entusiasmo di tutti i soggetti coinvolti: agli autori del fumetto piace infatti la possibilità di lavorare a delle storie autoconclusive scevre dalle scadenze mensili; i vertici direttivi di DC Comics vedono di buon grado la possibilità di finanziare miniserie di durata limitata piuttosto che testate regolari, che peraltro richiederebbero investimenti finanziari più onerosi; il pubblico, infine, si mostra più propenso all'acquisto in caso di miniserie recuperabili come standalone. Inoltre, già a partire da Camelot 3000 le miniserie più mature (come anche la futura Ronin di Frank Miller) vengono pubblicate in albi prodotti con carta Baxter, più pregiata ma più adeguata a mettere in risalto i disegni. Il rinnovamento legato alla produzione di miniserie sfocia quindi nella nascita delle graphic novel.

#### Crisi sulle Terre infinitee nuova fase editoriale (1985-1993)
Parallelamente all'investimento sul cosiddetto direct market, che consente a DC Comics di interfacciarsi direttamente con il pubblico fidelizzato del fumetto supereroistico, la dirigenza Khan prende a ragionare su un nuovo tentativo di svecchiare e scremare la continuity narrativa, che ancora continua a rappresentare un ostacolo per il reclutamento di nuovi lettori. All'autore Marv Wolfman viene così commissionata Crisi sulle Terre infinite, miniserie di dodici numeri distribuita tra il 1985 e il 1986: l'opera rappresenta un evento crossover tra i personaggi delle realtà parallele dell'universo DC, finalizzato ad azzerare il background narrativo dei personaggi, che vengono de facto resettati (in aggiunta alla distruzione di diverse realtà parallele). Un particolare di Crisi sulle Terre infinite, che peraltro contraddistingue la serie da come fu invece realizzata Guerre segrete, miniserie Marvel del 1984, sta nel fatto che essa è arricchita da diversi tie-in, ovvero capitoli inseriti nelle testate regolari, ed ha conseguenze così drastiche sull'universo narrativo DC da indurre gli appassionati a riferirsi alla continuity distinguendo la fase «Pre-Crisi» e quella «Post Crisi». Crisi sulle Terre infinite consente anche di aprire nuovi sipari artistici: nel 1986 DC Comics pubblica miniserie di successo quali Watchmen e Batman: Il ritorno del Cavaliere Oscuro, recepite dalla critica come capolavori della letteratura novecentesca; nello stesso anno, il redattore Mark Nevelow fonda l'etichetta Piranha Press, esplicitamente alternativa alla narrativa supereroistica, impostata sulla falsariga di Epic Comics (di proprietà di Marvel Comics) e Dark Horse Comics. Piranha Press non godrà di grande successo, chiudendo i battenti nel 1994, fungendo però da trampolino di lancio per Vertigo (fondata nel 1993) e per una generale diversificazione di prodotti editoriali da parte di DC Comics. Nel 1991, DC Comics si trasferisce al 1325 Fifth Avenue, New York.
Sulla scia del successo dei lavori di fine anni ottanta, la prima metà degli anni novanta è caratterizzata anche per DC Comics dall'investimento sulle «miniserie evento», che promettono cioè di raccontare vicende cruciali per la comprensione e l'evoluzione di un certo universo narrativo. Forte spinta nelle vendite viene inoltre data dal mercato delle copertine variant, limited e holo, mantenuto vivo dalle fumetterie, che costituiscono ora l'80% dei canali di vendita dei fumetti. Esemplare è la storia editoriale de La morte di Superman (1992), accolta dal pubblico con grande entusiasmo ed eccitazione, al punto da dar adito a una bolla speculativa incentrata sull'acquisto incontrollato di più copie dello stesso albo allo scopo di mandarlo fuori produzione e fargli acquisire valore. L'evento La morte di Superman ha infatti una risonanza mediatica senza precedenti: il settantacinquesimo albo di Superman (vol. 2), contenente la storia in questione, vende oltre sei milioni di copie, risultando quindi nel secondo albo a fumetti più venduto nella storia del genere (dopo X-Men n. 1). Si tratta però di una semplice tappa di un filone sregolato di eventi spartiacque che richiedono ampio investimento per mantenere vivo l'interesse dei lettori una volta esaurita l'eccitazione per il singolo evento: a La morte di Superman segue Il Regno dei Superman (al termine della quale storia il sepolcro del vero Superman viene trovato vuoto), quindi Resurrezione (che si conclude con il ritorno di Superman) e il matrimonio tra Clark Kent e Lois Lane. Tutti questi espedienti finiscono tuttavia per snaturare il personaggio, e DC Comics prende atto della degenerazione della politica editoriale sensazionalistica. Intanto, nel 1995 la casa editrice si trasferisce al 1700 Broadway, New York.

#### Vertigo e le nuove etichette (1993-1999)
A metà anni novanta, l'industria del fumetto statunitense deve infine far fronte allo scoppio della bolla speculativa: come altre case concorrenti, tra cui Marvel Comics (che nel 1996, stremata dall'aumento insostenibile della propria offerta, dichiara bancarotta), anche DC Comics deve ridimensionare la propria offerta di testate supereroistiche, ormai pubblicate a prezzi rienuti dal pubblico eccessivi. A differenza dei propri rivali, però, DC Comics può giovarsi del successo parallelo dell'etichetta Vertigo, fondata nel 1993, lanciata con le miniserie Enigma, di Milligan e Fegredo, e Death: l'alto costo della vita, di Gaiman e Bachalo. Molte altre opere pubblicate da Vertigo, come Sandman, Swamp Thing e Doom Patrol, sono frutto del lavoro di autori britannici che, in questo frangente, costituiscono la British Invasion dell'editoria fumettistica statunitense, orientata alla produzione di opere meno mainstream e pensate per un pubblico più maturo.
Al di là del progetto Vertigo, rilevante è anche la linea Milestone, fondata nel 1992 e distribuita da DC Comics, che si propone di dar spazio a una letteratura supereroistica orientata al multiculturalismo, un'istanza nata in opposizione alla scarsa presa in considerazione di personaggi non bianchi nelle storie mainstream. Pur non godendo dello stesso successo di Vertigo, Milestone, in aggiunta alla serie regolare Hardware, contribuirà all'universo DC principalmente attraverso la creazione originale Static; la linea chiuderà nel 1997. Nel 1994, invece, Piranha Press viene rinominata Paradox Press, avviando così un produzione trilaterale: i Factoid Books (miniserie ispirate a leggende urbane e teorie del complotto), la Fictional Line (dedicata ai lavori di nicchia di autori celebri) e le raccolte di opere già edite. Tra i lavori principali dell'etichetta si segnalano A History of Violence: A Small Town Killing (al quale si ispirerà David Cronenberg per la pellicola A History of Violence) e Road to Perdition (poi trasposta in Era mio padre di Sam Mendes); l'etichetta chiuderà nel 2004. Nel 1996 è invece la volta di Helix, etichetta orientata al genere fantascientifico. Nel corso della sua breve vita, si distingue per pubblicazioni quali Bloody Mary di Garth Ennis e Transmetropolitan di Warren Ellis; cesserà le pubblicazioni già nel 1998.
Nell'agosto 1998 DC Comics acquisisce WildStorm, marchio fondato da Jim Lee per Image Comics nel 1991 per la distribuzione di opere creator-owned (delle quali gli autori conservano cioè i diritti). Questo passaggio, che consente a DC Comics di appropriarsi dei diritti di distribuzione di storie di spicco quali Authority di Ellis e Astro City di Busiek, segna l'ingresso dello stesso Jim Lee in DC: l'autore non solo manterrà la direzione artistica su Wildstorm, ma verrà anche incaricato di rilanciare e rivitalizzare le testate di Superman, Batman e della Justice League. Nell'ambito della trattativa, la DC Comics acquisisce anche America's Best Comics, etichetta di Alan Moore, che, di ritorno sotto l'ala DC, lavorerà a La Lega degli Straordinari Gentlemen (da cui verrà tratto il lungometraggio La leggenda degli uomini straordinari nel 2003), Tom Strong, Promethea e Top Ten. Relativamente a Wildstorm, negli anni a venire l'etichetta rappresenterà il principale canale di interazione tra DC Comics e vari brand cinematografici e/o videoludici: dopo un'iniziale tentativo di adattamento a fumetti dell'universo di Star Trek nel 2000-2001, nel corso degli anni duemila Wildstorm riuscirà a stringere accordi di trasposizione con New Line Cinema (adattando saghe horror quali Nightmare e Venerdì 13), Blizzard Entertainment (per la trasposizione di World of Warcraft), Epic Games (per la trasposizione di Gears of War) e altri brand ancora.

#### Gli ultimi anni di Khan (2000-2002)
Come altre case editrici, all'inizio degli anni duemila DC Comics risente particolarmente degli eventi di politica interna e internazionale: parallelamente alle elezioni presidenziali statunitensi, si sceglie di introdurre nel canone supereroistico Lex Luthor come Presidente degli Stati Uniti; in riferimento alla guerra in Iraq, invece, DC lancia War Stories di Garth Ennis, dove gli eventi di guerra vengono riproposti scevri da filtri nazionalistici. Importanti investimenti vengono inoltre fatti nel lancio di nuove testate, tra cui Fables di Bill Willingham e Y - L'ultimo uomo sulla Terra di Brian Vaughan, nonché nella rivitalizzazione di saghe e personaggi accantonati nel passato, tra cui il defunto Oliver Queen, che torna a vestire i panni di Freccia Verde grazie alla penna di Kevin Smith, e i Nuovi Dèi, affidati a Walter Simonson. È di rilievo l'ingresso in DC nel 1999 dell'allora esordiente Geoff Johns. Il 6 febbraio 2002, tramite un comunicato stampa firmato da Barry Meyer, allora presidente di Warner Bros., viene annunciato l'addio di Jenette Khan dai suoi incarichi presso DC Comics.

### Nuovi corsi narrativi (2002-2018)

#### Presidenza Levitz (2002-2009)
Il 6 febbraio 2002, Paul Levitz viene nominato nuovo presidente di DC Comics. La nuova direzione artistica è per certi versi sull'onda del tardo operato di Khan: vengono rinnovati personaggi maggiori (tra cui Superman, con la miniserie Superman: Diritto di nascita) e minori (tra cui Lanterna Verde e i Giovani Titani, affidati a Geoff Johns). Ambizioso è anche un progetto di trilogia di eventi crossover: nel 2004 viene distribuito Crisi d'identità, seguito nel 2005 da Crisi infinita e nel 2008 da Crisi finale, il tutto nel rispetto della continuity post-Crisi. Di rilievo è anche il rilancio dell'etichetta All-Star Comics, a partire dal volume All-Star Batman: a partire dal 2005, il marchio distribuirà anche la miniserie All-Star Superman, acclamata dalla critica.

Il logo della DC dal 2005 al 2011

In generale, negli anni duemila DC Comics si contraddistingue per una prevalenza di storie cupe e dark (al punto che il pubblico parlerà frequentemente di dark age dei comics). A risaltare maggiormente in questo frangente sono scelte drastiche nel canone narrativo, come la creazione di Damian Wayne o gli epiloghi tragici proposti per alcuni personaggi negli eventi crossover di cui sopra. L'immagine dark di DC Comics viene corroborata dalla distribuzione dei primi due film della trilogia cinematografica di Christopher Nolan su Batman: il secondo capitolo, Il cavaliere oscuro, si rivela inoltre un ampio successo sia commerciale (superando il miliardo di dollari di incassi globali in appena sette mesi) sia artistico (tra i tanti riconoscimenti, due Premi Oscar).

#### Presidenza Nelson: daThe New 52aRinascita(2009-2018)
Spinta dal rinnovamento operato da Disney su Marvel Comics, nel 2009 Warner Bros. spinge per dei cambi ai vertici direttivi di DC Comics: così, Levitz si dimette dalla carica di presidente, venendo sostituito da Diane Nelson; tale passaggio si rinomina alla ristrutturazione della compagnia in DC Entertainment, di cui DC Comics diventa divisione editoriale. Principale intento del nuovo corso direttivo è quello di realizzare un franchise cinematografico concorrente del neonato Marvel Cinematic Universe. Inoltre, nei primi anni di presidenza la nuova direzione sceglie di operare un nuovo reboot dell'universo supereroistico DC: nel 2011, sulla scia della saga evento Flashpoint, viene lanciato il progetto The New 52, consistente nella distribuzione di cinquantadue testate (tra vecchie e nuove), alla luce di un integrale azzeramento della continuity, tutte accomunate da un azzeramento della numerazione. Il nuovo corso debutta con il numero d'esordio di Justice League, il 31 agosto 2011. Sebbene diverse serie godano di autori di abilità conclamata (Geoff Johns su Justice League, Brian Azzarello su Wonder Woman, Grant Morrison su Action Comics, Scott Snyder su Batman), diverse sono le testate ad essere affidate a team creativi non sempre all'altezza: dopo un esordio altisonante, già nel 2013 sono diverse le testate a chiudere, incluse le pubblicazioni avviate per sostituire testate altrettanto fallimentari. Nel 2015, in occasione del trasferimento presso la nuova sede amministrativa a Burbank, California, DC Comics annuncia la chiusura del ciclo The New 52. Nello stesso 2015, DC Comics opta per un rilancio attraverso l'evento Convergence, accolto tiepidamente dal pubblico, e ventuno nuove testate (in aggiunta alle ventisette sopravvissute dal 2011). Il naufragio di The New 52 è confermato anche dai dati di vendita, che vedono DC Comics perdere tre punti percentuali sulle quote di mercato (dal 28,86% al 25,74%). Ad essere colpite sono anche le testate pubblicate da Wildstorm e da Vertigo, incluse serie di successo quali Swamp Thing e Constantine. Sono gli stessi autori a confermare il disappunto per il nuovo corso artistico: tra i tanti, proprio Geoff Johns dichiara che il reboot del 2011 ha tolto ai personaggi del canone DC il loro fascino mitologico.
Nel 2016, Johns, Lee e Dan DiDio annunciano di essere al lavoro per un nuovo rilancio editoriale del fumetto supereroistico DC. Nello stesso anno viene così avviato il ciclo Rinascita: presupposto di tale progetto è l'accantonamento della continuity dei New 52, in favore di un recupero della continuity post-Crisi (lo conferma il ripristino della numerazione tradizionale), alla quale gli eventi del 2011-2015 vengono comunque fatti ricondurre, non senza incongruenze e contraddizioni narrative. Si tratta comunque di un progetto ambizioso, che cerca con successo di integrare nella continuity anche le pubblicazioni parallele all'universo supereroistico DC: tra i tanti casi, emblematica sarà nel 2018 la miniserie Doomsday Clock, che introduce nell'universo canonico DC i personaggi di Watchmen. Nel 2017, invece, viene distribuito il crossover Dark Knights: Metal, che introduce un nuovo multiverso, fungendo da trampolino di lancio per l'introduzione dell'omniverso narrativo DC.
Gli anni del progetto Rinascita sono caratterizzati parallelamente da un cambio di rotta rispetto alla politica di omologazione editoriale avviata da Nelson dopo l'insediamento come presidente, col supporto dello stesso Johns. Vengono lanciate le etichette DC Ink, indirizzata al pubblico young adult, DC Zoom, destinata ai middle grade readers (fascia 8-12 anni d'età), Sandman Universe, Wonder Comics e DC Black Label, che raccoglie opere autoconclusive fuori continuity. Nel 2018 Nelson si dimette dalla carica di presidente; parallelamente, Johns viene sollevato dal ruolo di responsabile creativo e supervisore delle trasposizioni cinematografiche per il DC Extended Universe, l'universo narrativo sorto con la distribuzione di L'uomo d'acciaio (2013) e Batman v Superman: Dawn of Justice (2016), sostituito da Walter Hamada. Secondo voci non confermate, l'avvicendamento si deve principalmente al disastroso esito del lungometraggio Justice League (2017). A Johns viene comunque affidata la fondazione e la gestione dell'etichetta The Killing Zone, concepita per valorizzare i personaggi minori DC.

### Presidenza Lifford (2018-)
(Pamela Lifford)
Nel 2018, a seguito del completamento della fusione tra Time Warner e AT&T, Pamela Lifford viene nominata presidente del Warner Bros. Global Brands Experiences e, consequenzialmente, di DC Entertainment. Le sue capacità decisionali sono molto ampie in quanto deve rispondere delle sue strategie direttamente al CEO della Corporation ovvero Kevin Tsujihara, anche se poi è una libertà illusoria in quanto sono le linee programmatiche del gruppo a dettare le sue decisioni sulla DC Entertainment. Tali decioni sono dettate dai profitti piuttosto che dagli effetti creativi e per raggiungere tale scopo la Lifford deve creare sinergie tra vari brand, strutture multimediali, merchandising, tutti elementi che hanno forti ripercussioni sui piani editoriali della DC Comics. La Lifford è entrata a far parte della Compagnia solo nel 2016 ma quello che interessa la diregenza sono i suoi 12 anni di esperienza alla Walt Disney Company dove è arrivata a essere nominata Vice Presidente Esecutivo. Ora ha il compito di sviluppare sinergie tra i diversi franchise e proprietà intellettuali della WarnerMedia,Turner, HBO, DC Entertainment, alcune divisioni multimediali di AT&T, e i prodotti Warner Bros. sviluppati per la vendita diretta sul Mercato Il suo insediamento rafforza inizialmente la posizione di Jim Lee e Dan DiDio al timone di DC Comics, per poi dar adito a diversi atti radicali: nel 2019, infatti, viene varato un progetto di rebranding che porta alla chiusura dell'etichetta Vertigo (le cui pubblicazioni vengono trasferite su DC Black Label), seguita dalle neonate DC Ink, DC Zoom e The Killing Zone (progetto voluto da Geoff Johns e poi abortito). Il 21 febbraio 2020 viene inoltre annunciato il sollevamento di Dan DiDio dai suoi incarichi di publisher, principalmente come frutto di opere di ristrutturazione interna della futura WarnerMedia. Tra gli ulteriori addii, si segnala una prima rottura con Brian Michael Bendis, i cui titoli precedentemente pubblicati su Jinxworld passano invece a Dark Horse Comics (il rapporto terminerà tra il 2021 e 2022, dopo un annuale gestione da parte di Bendis della testata Justice League). Altri cambiamenti rilevanti riguardano la distribuzione dei fumetti: nell'estate 2020 si conclude il rapporto tra DC Comics e Diamond Comics Distribution, azienda in possesso di un monopolio de facto della rete di distribuzione dei comics nel Nord America; dopo alcune fasi di difficoltà, nel 2021 DC Comics si affida stabilmente alle reti di Lunar Distribution (per il Nord America) e Diamond UK, ramo britannico di Diamond Comics Distribution (per l'oltreoceano), nonché alla Penguin Random (per il mercato delle graphic novel).

Sede principale del gruppo Warner Bros. Discovery (foto del 27 giugno 2022)

Il secondo decennio degli anni duemila inizia con una forte sofferenza dei Warner Studios ora ridenominati Warner Bros. Discovery dopo la fusione con il gruppo multimediale Discovery (il cui responsabile e CEO è David Zaslav) e, di cui DC Films è parte. Il l'universo cinematografico della DC ha nettamente subito a livello di incassi (ma anche di critica i genere) risppetto alla Walt Disney Company e i suoi Marvel Studios, almeno dal primo decennio degli anni 2000 in poi. Anche in questo caso, come è accaduto con Dan DiDio e altri editor la colpa viene sommariamente data a Walter Aamada a capo dei DC Films dal 2018 e un contratto in scadenza nel 2023. L'ultimo adattamento cinematografico di cui è produttore esecutivo è il film su Black Adam (storica nemesi di Shazam!), l'altro progetto su cui era al lavoro ovvero un film su Batgirl viene cancellato momentaneamente. Inoltre non giovano i suoi rapporti tumultuosi con Henry Cavill e altri imprecisati attori dei cast dei film DC. La nuova era multimediale della DC Comics si apre con la nomina al suo posto di Dan Lin, ufficialmente in carica dall'ottobre 2022, produttore dei Lego Movie uno dei maggiori successi Warner dell'ultimo decennio e di It: Chapter One il film horror record di incassi di tutta la storia cinematografica (fino al 2023). A lui spetta anche il compito di supervisionare progetti multimediali quali film, serie televisive, serie animzione e fumetti correlati che possano poi essere adattati anche sulla piattaforma streaming a pagamento HBO Max e che di fatto rivaleggino a livello creativo e direttivo con quelli della sua "nemesi" Kevin Feige, leader indiscusso dei Marvel Studios. L'incarico di Lin dura solo un paio di settimane in quanto a fine ottobre viene annunciata la chiusura dei DC Films per essere sostituita dai DC Studios, diretti da James Gunn e Peter Safran. Quest'ultimo dichiara che uno dei primi obiettivi del gruppo è di espandere i propri servizi streaming a pagamento quali Discovery+ e HBO Max sfruttando l'enorme potenziale del catalogo Warner Bros. e di Discovery. James Gunn e la stessa divisione editoriale DC Comics hanno questo compito. Inizia un periodo di ristrutturazione e revisione del gruppo destinato a durare fino al 2024.

## Pubblicazioni

### Etichette DC Entertainment

#### Etichette attive
Si presenta di seguito l'elenco di etichette e linee rientranti nella divisione editoriale DC Entertainment attive al febbraio 2022:
- DC (1936-): si tratta della linea editoriale principale della casa statunitense, il cui universo narrativo include la quasi totalità delle testate supereroistiche DC nonché alcune produzioni Vertigo e Wildstorm. L'universo narrativo di questa linea, avviato nel 1936, è stato soggetto a due reboot: prima nel 1986 (con Crisi sulle Terre infinite), quindi nel 2011 (con Flashpoint). L'attuale continuity narrativa è quella stabilita dall'evento Rinascita (2016), che ha recuperato la continuity Post-Crisi.[89] La linea ha dato alla luce anche trasposizioni di serie televisive non canoniche (tra tutte, Arrow e The Flash), serie videoludiche (Mortal Kombat) e serie animate (He-Man).[73] Dal febbraio 2010, l'autore Jim Lee è Chief Creative Officer per DC.[90]
- DC Black Label (2018-): fondata da Lee, DiDio e Mark Doyle, il marchio pubblica miniserie e storie autoconclusive realizzate da autori conclamati del fumetto supereroistico, esternamente alla continuity DC.[91] L'etichetta ha raccolto nel proprio ventaglio di offerta anche diversi lavori precedentemene pubblicati da Vertigo.
- DC Graphic Novels for Kids (2020-) e DC Graphic Novels for Young Adults (2020-): marchi nati dalle ceneri di DC Zoom e DC Ink, si incentrano sulle pubblicazione di storie one-shot rispettivamente per lettori dagli 8 ai 12 anni e per lettori dai 13 ai 18 anni.[92]
- Wonder Comics (2019-): nato su iniziativa di Brian Michael Bendis, il marchio pubblica storie interne alla continuity narrativa DC, prendendo per protagonisti individui di giovane età. Tra i personaggi di punta del marchiio si ricordano la Young Justice e la creazione originale Naomi.
- Young Animal (2016-): avviata in collaborazione con il musicista e autore Gerard Way, l'etichetta di focalizza sulla narrativa dei freak e di tematiche ad essa correlate, con espliciti richiami alla letteratura fumettistica degli anni novanta.[93] Tra le principali pubblicazioni, si ricordano quelle sulla Doom Patrol e su Shade, the Changing Man.
- Terra M (2020-): annunciata nel 2018 e avviata nel 2020, l'etichetta è una ripresa del marchio Milestone, attivo dal 1993 al 1997.[94]
- DC Horror (2021-): avviata con la pubblicazione della miniserie The Conjuring: The Lover, l'etichetta si propone di distribuire storie a tema horror che coinvolgano autori estranei al genere supereroistico, con lo scopo di creare una sinergia multimediale con i prodotti cinematografici targati WarnerMedia.[95]
- Terra Uno (2010-): etichetta incentrata sulla pubblicazione di graphic novel a tema supereroistico, le quali storie vengono ambientate su Terra-Uno, e sono quindi parte del multiverso narrativo DC.[96]
- MAD (1953-): marchio che dà alle stampe Mad Magazine, periodico a sfondo umoristico. Nel 2018, la numerazione è stata azzerata per dare avvio a una nuova serie regolare.[97]
- Vertigo (1993-2020, 2024-): marchio nato con l'intento di creare un nuovo spazio di raccolta per i lettori adulti. Ha ospitato diverse produzioni autoriali non-mainstream, tra le quali si distinguono Swamp Thing, Doom Patrol e Sandman. Il marchio è stato chiuso, non senza polemiche, nel 2020, con l'intento di far confluire la maggior parte delle opere in Black Label.[98][99]. Nell'ottobre 2024 viene annunciato che l'etichetta Vertigo verrà riaperta.

#### Etichette non attive
- All-Star DC (2005-inattivo): marchio nato con l'iniziativa di proporre un'alternativa all'etichetta Ultimate Marvel,[100] è stato lanciato con l'acclamata miniserie All-Star Superman, alla quale ha fatto seguito All-Star Batman & Robin, rimasta però inconclusa. Benché fossero stati annunciati altri progetti nel corso del 2006 (su Wonder Woman, su Batgirl e su Lanterna Verde), l'etichettà è al 2022 inattiva.
- Amalgam Comics (1996-1997): etichetta nata su iniziativa congiunta di DC Comics e Marvel Comics, ha ospitati storie su personaggi ibridi nati dall'unione delle icone DC e Marvel.
- DC Focus (2004-2005): etichetta incentrata sul racconto di personaggi dotati di superpoteri non appartenenti alla letteratura supereroistica mainstream.[101]
- DC Ink (2018-2019) e DC Zoom (2018-2019): etichette nate per ospitare la narrativa fumettistica per il pubblico di 8-12 anni (Ink) e 13-18 anni (Zoom).[102] Sono poi confluite in Graphic Novels for Kids e for Young Adults.[92] DC Ink ha debuttato con Mera: Tidebreaker, e ha concluso le proprie pubblicazioni con Batman: Nightwalker;[103][104] DC Zoom ha invece esordito con Super Sons Book One: The Polarshield Project.[103]
- Helix (1996-1998): marchio nato sull'onda del successo di Vertigo, con l'intento di ospitare storie a tema fantascientifico.[55] Tra le pubblicazioni di maggior rilievo, si distinguono Bloody Mary di Garth Ennis e Transmetropolitan di Warren Ellis. L'etichetta è stata vittima della crisi finanziaria di fine anni novanta dell'industria del fumetto, come conseguenza della bolla speculativa.[55]
- Impact Comics (1991-1993): marchio nato per ospitare i personaggi di Red Circle Comics (testata registrata sotto Archie Comics). La prima pubblicazione, The Crusaders (1992), fu seguita da Crucible (1993), le cui scarse vendite portarono alla chiusura anticipata dell'etichetta.
- Johnny DC (2004-2012): marchio nato sulla scia del progetto fumettistico su Looney Tunes (1994), con l'intento di ospitare le trasposizioni letterarie delle serie animate targate Warner Bros.; tra le tante miniserie, Johnny DC ha dato vita a Batman Strikes (trasposizione di The Batman) e Tiny Titans (trasposizione di Teen Titans). La testata ha chiuso nel contesto di una prima ristrutturazione editoriale di DC Entertainment.
- Minx (2007-2008): progetto lanciato per reclutare nuovi lettori tra il pubblico young adult femminile, fu lanciato con The Plain Janes.[105] L'etichetta ha sofferto difficoltà nell'ambito della distribuzione presso il mercato diretto, e fu pertanto cancellata anticipatamente.
- Paradox Press (1994-2001): marchio nato dalla ridenominazione di Piranha Press, la sua linea editoriale era tripartita nei Factoid Books, nella Fictional Line e nelle graphic novel. Paradox si è principalmente distinto per la ristampa di Gon.
- Piranha Press (1987-1994): etichetta nata sulla scia dell'entusiasmo per il fumetto indipendente e d'autore, ha fatto da impalcatura embrionale per progetti rinomati come Vertigo.[46]
- Tangent Comics (1998-inattivo): marchio incentrato sull'Universo Tangent, un universo supereroistico alternativo ideato da Dan Jurgens.[106] Dopo la pubblicazione di 18 storie one-shot entro il 2000, i personaggi di Tangent Comics hanno fatto la loro apparizione in eventi canonici dell'universo DC quali Crisi infinita, Ion e Countdown a Crisi finale.[107]
- Wildstorm (1998-2010): marchio nato a seguito dell'acquisizione di WildStorm, etichetta nata nel 1992 sotto Image Comics. In aggiunta alle pubblicazioni originali Wildstorm, il marchio ha ospitato anche le testate di America's Best Comics, Cliffhanger Comics e Homage Comics, orientate sulla linea creator-owned.
- Zuda Comics (2007-2010): progetto digitale nato per ospitare webtoon originali, creando competizioni virtuali per ottenere anche stampe in versione cartacea.

### Pubblicazione italiana
Il debutto italiano di DC Comics risale al 2 luglio 1939, data di distribuzione del diciannovesimo numero della testata Albi dell'Audacia, che comincia a dare alle stampe le strisce fumettistiche di Superman (ribattezzato dalla censura italiana Ciclone) realizzate per i quotidiani statunitensi. È solo a partire dal 1954, con l'avvento di Mondadori Editore nell'industria fumettistica, che viene dato spazio anche alle testate regolari di Superman (noto in questo frangente come Nembo Kid), in aggiunta a storie inedite di Batman, Flash, Wonder Woman, la Justice League e Superboy. Dopo aver trascorso gli anni settanta tra le mani di tre diversi editori (Williams Inteuropa, Editrice Cenisio e Editoriale Corno), DC Comics abbandona temporaneamente il mercato italiano negli anni ottanta, a causa di una crisi collettiva del genere supereroistico. A partire dal 1988 la casa editrice torna in Italia grazie a Rizzoli, per poi passare nel 1990 a Comic Art e Play Press, che manterranno la gestione fino al 2006. Fino al 2011 le pubblicazioni DC Comics vengono quindi gestite dalla consociata Planeta DeAgostini; nel 2012 è quindi la volta di RW Edizioni, attraverso il marchio editoriale Lion Comics. Il 13 gennaio 2020 viene ufficializzata l'acquisizione dei diritti di pubblicazione italiana delle testate DC Comics da parte di Panini; attualmente, ad essa si affiancano Il Castoro (detentrice dei diritti sui marchi DC Graphic Novels for Kids e for Young Adults) e Editoriale Cosmo (detentore dei diritti sulle comic strips risalenti alla Golden Age e alla Silver Age.

## Crisi ed eventi crossover
Come tutti i grandi editori di fumetti cerca di sfruttare la popolarità di alcuni personaggi per rilanciarne altri. Anche la DC decide periodicamente di realizzare dei crossover, che coinvolgono alcuni, se non tutti, i personaggi pubblicati ogni mese.
Durante la Golden Age la DC non adotta lo sviluppo classico dei crossover, che prevede una storia in più parti che inizia su un albo a fumetti per poi proseguire su quello di un altro personaggio. Questo espediente narrativo viene adottato soprattutto nella Silver Age (introdotto frequentemente sulle serie della rivale Marvel). Per fare incontrare i vari personaggi si utilizza invece una serie apposita intitolata All-Star Comics. Nei primi due numeri sono presenti storie di personaggi differenti ma a partire dal n. 3 si fonda il primo supergruppo della storia del fumetto: la Justice Society of America. Si ha così modo di creare vicende a cui partecipano molti personaggi che appaiono su serie differenti o anche che non hanno una testata a loro dedicata.
A partire dalla Silver Age si diffonde un particolare tipo di espediente narrativo simile ad un crossover ma che non vede l'incontro di supereroi di diverse serie ma di Terre Parallele (o Multiple). Una minaccia che coinvolge più universi differenti ma coesistenti prende il nome di "Crisis" (crisi in lingua inglese). Tale espediente narrativo porta alla creazione del "Primo Multiverso DC" composto da realtà parallele dove è possibile raccontare le vicende dei personaggi in contesti anche radicalmente differenti. A metà degli anni ottanta con la miniserie Crisi sulle Terre infinite si mette fine al Primo Multiverso DC per dare origine ad un nuovo universo coerente e facilmente gestibile a livello narrativo e di continuity. Nasce così un nuovo tipo di evento editoriale definito «crossover-event» (o anche «universe-wide crossover», o «company-wide crossover»), in genere sviluppato su una serie limitata che va ad intrecciarsi con gli albi delle serie regolari (denominati tie-in), aumentando l'interazione, i personaggi e spesso anche le vendite di tutte le pubblicazioni coinvolte. Il primo evento Post-Crisis di quest tipo è Legends, seguito nei decenni successivi da storie strutturate nello stesso modo e che vengono proposte dalla DC ogni anno.
Elenco delle principali Crisi e crossover-event realizzati da questa casa editrice:
- Crisis on Earth-One and Earth-Two: su Justice League of America (vol. 1) n. 21-22 (agosto-settembre 1963) si incontrano per la prima volta la JSA (primo supergruppo di Terra-Due) e la JLA (primo supergruppo di Terra-Uno).
- Crisi sulle Terre multiple: da allora in poi periodicamente (circa con cadenza annuale) i due supergruppi si incontrano per sventare Crisi che minacciano più Terre parallele. In questo ciclo di storie si mettono le basi per lo sviluppo del primo Multiverso DC.
- Crisi sulle Terre infinite n. 1-12 (aprile 1985 - marzo 1986): miniserie che vede la distruzione del primo Multiverso. Dal punto di vista editoriale si vuole semplificare la continuity dei personaggi e delle serie. Dopo il 1985 tutte le storie si svolgono in un unico universo narrativo. Le origini di quasi tutti i personaggi vengono riscritte o comunque aggiornate.
- Legends nn. 1-6 (novembre 1986 - aprile 1987): il semidio Darkseid cerca di screditare i supereroi agli occhi degli altri esseri umani, ma fallisce. Si tratta del primo evento post-Crisis e coinvolge tutte le principali serie pubblicate. Tutti i supereroi si trovano a combattere ma questa volta la minaccia non prende il nome editoriale di Crisis e non vi è nessun accenno a Terre parallele.
- Millennium n. 1-8 (gennaio-febbraio 1987): la Justice League of America e gli altri supereroi si trovano a combattere i Manhunters, la razza di androidi creata dai Guardiani di Oa prima di passare al Corpo delle Lanterne Verdi. Lo scopo della miniserie è di stabilire un nuovo background narrativo per la Green Lantern Hal Jordan nel nuovo contesto post-Crisis.
- Invasione! nn. 1-3 (1988): scritta da Keith Giffen insieme a Bill Mantlo (qui al suo primo lavoro per la DC), narra di un attacco alieno alla Terra[112]. Si tratta del quarto crossover di questo tipo ma presenta alcune radicali novità[112]. Innanzitutto si descrive per la prima volta (a livello fumettistico) un'invasione aliena che coinvolge l'intero pianeta e la coralità di tutti i supereroi degni di tale nome[112]. Non si tratta quindi della solita invasione sventata dal solo Superman o dalla Justice League e che vede gli alieni interessati al solo territorio degli Stati Uniti[112]. Inoltre introduce il concetto di metagene, per cui i terrestri che hanno (o svilupperanno) superpoteri, lo fanno in virtù di una particolarità del genoma che li rende potenziali supereroi (o meglio metaumani) in condizione di forte stress ambientale o psicologico e che scatena i loro poteri latenti[112]. Evidente risposta della DC al concetto di supereroe mutante o X-Man (quindi geneticamente diverso) della Marvel[112]. All'epoca le serie mutanti dominavano le classifiche di vendita. L'evento Invasion! contribuisce anche a dare struttura e caratterizzazione alle specie extraterrestri dell'universo DC, una base su cui ancora oggi si fondano le minacce cosmiche e le interferenze aliene nei loro albi a fumetti[112].
- Guerra degli dei n. 1-4 (settembre-dicembre 1991): primo grande evento DC Comics ispirato alla mitologia. La dea malvagia è Circe che vuole distruggere Gaea (la madre Terra). Per il suo fine riesce a scatenare un confronto tra il pantheon degli dei greci e quello degli dei romani. La battaglia topica è Wonder Woman vs. Capitan Marvel.
- Armageddon 2001 nn. 1-2 (maggio-ottobre 1991): la storia non si articola con crossover all'interno delle serie regolari ma negli albi con cadenza annuale (Annuals). La minaccia consiste nel supercriminale del futuro Monarch. L'importanza del personaggio è data dal fatto che, con il nome Extant, sarà uno dei protagonisti di Zero Hour. Si tratta del primo universe-wide-crossover che si sviluppa nei numeri annuali (o annuals) e non sulle serie regolari (con albi tie-in). IL successo del progetto porta nei due anni successivi allo sviluppo di una formula simile[113].
- Eclipso: L'oscurità interiore, esce nel 1992 e, come è successo con Armageddon l'anno precedente, si sviluppa sugli albi annuali con un numero speciale di apertura e uno di chiusura (definiti anche bookends)[113]. Questi due albi sono scritti da Robert Loren Fleming e Keith Giffen e disegnati da Bart Sears e lo stesso Giffen[113]. La storia rispolvera un villain secondario come Eclipso e lo trasforma in un supercriminale dai poteri mistici in grado di scuotere l'intero universo DC[113]. I suoi poteri sono garantiti da un diamante nero di cui esistono più esemplari, in grado di manipolare e corrompere l'anima dei supereroi[113]. Si viene quindi a creare un conflitto tra eroi posseduti e coloro che sono liberi dal suo influsso[113]. Il primo The Darkness Within n. 1 viene distribuito con una cover speciale con un diamante di plastica nero (anche se l'effettivo colore varia sul porpora) inserito nella copertina, donandole un effetto tridimensionale[113]. Nei primi anni novanta questo tipo di varianti (o gimmicks) sulle covers sono molto usati e incrementano le vendite. Il crossover su Eclipso è uno dei maggior successi, per eventi di questo tipo, di tutti gli anni novanta[113].
- Linee di sangue (Bloodlines in originale): la storia si dipana nell'arco di 25 albi annuali per poi concludersi con la miniserie di 2 numeri Bloodbath (dicembre 1993)[114]. La Terra viene invasa da alieni parassiti che si nutrono del fluido spianle degli esseri umani[114]. Alcuni dei terrestri attaccati sopravvivono e manifestano superpoteri[114]. I media li definisce New Bloods e saranno fondamentali nello sventare la minaccia aliena[114]. Lo scopo editoriale è quello di creare nuovi supereroi da inserire nell'universo DC, da qui il nome nuovo sangue. Questo riprende il nome con cui sono stati lanciati i primi supereroi Image l'anno prima e cioè giovane sangue (ovvero gli Youngblood)[113].
- Ora zero n. 4-0, la numerazione è inversa, (settembre-ottobre 1995): lo scopo degli autori è di dare maggior coerenza e linearità all'Universo narrativo post-Crisis. Si cerca infatti di dissolvere dalla continuity alcune linee temporali alternative e portare a termine quanto era stato pianificato con Crisi delle Terre Infinite del 1985-1986. La trama si sviluppa intorno ad un delirante Hal Jordan (ora divenuto Parallax) che vuole ricreare una nuova linea temporale. Il tentativo rischia però di distruggere l'intera struttura della realtà e questo lo porta in conflitto con tutti i supereroi DC. Per evitare l'annientamento dello spazio-tempo è necessario il sacrificio di un supereroe dal nome Damage. Da notare che dopo 9 anni si torna ad utilizzare il termine Crisis (il titolo originale dell'opera è Zero Hour: Crisis in Time).
- Il Male si scatena (Underworld Uleashed in originale, novembre-dicembre 1995): si tratta di una miniserie di 3 numeri scritta da Mark Waid e disegnata da Howard Porter[115]. Ha diversi tie-in con le serie regolari ed è coadiuvata da alcuni albi speciali. Narra dell'arrivo del demone Neron che propone ai supercriminali un aumento dei loro poteri in cambio della loro anima[116]. Viene però sconfitto da Capitan Marvel che gli offre la sua anima ma questa ha una consapevolezza talmente elevata che il demone ne rimane sopraffatto[116]. Si tratta del primo evento editoriale DC che mette al centro la figura del Capitan Marvel originale della Fawcett Comics e ha lo scopo di rilanciare il personaggio. Nello stesso anno esce infatti la serie regolare The Power of Shazam di Jerry Ordway con protagonista Billy Batson e il suo potente alter ego.
- L'ultima notte: miniserie di 4 numeri pubblicata nel novembre 1996[117]. La Terra è in pericolo per l'arrivo di un'entità cosmica denominata Sun-Eater, il suo fine è nutrirsi delle stelle e ha preso di mira il Sole[117]. Per evitare l'arrivo di una notte eterna e la fine dell'umanità, Hal Jordan si sacrifica utilizzando tutto il suo potere ed energia vitale per ripristinare l'attività del Sole. Si tratta di un atto che redime le sue azioni come Parallax e gli ridona lo stato di eroe[117].
- Genesi: miniserie di 4 numeri pubblicata nell'ottobre 1997, scritta da John Byrne e disegnata da Ron Wagner e Joe Rubinstein[118]. Nonostante venga coinvolto Darkseid e l'intera cosmogonia dell'universo DC, si tratta di uno dei peggiori universe-wide crossover della DC[118]. Si vuole spiegare l'esistenza dei supereroi grazie all'energia cosmica Godwave, proveniente dai confini dell'universo (la Source)[118]. La storia contraddice la continuity DC come, ad esempio, la presenza del metagene in diversi esseri umani e vorrebbe la creazione contemporanea di tutti i supereroi[118]. Tali inesattezza rendono questo crossover inutile e quasi mai citato negli albi DC[118].
- One Million: miniserie settimanale di 4 numeri pubblicati con data di copertina novembre 1998[119]. Viene preceduta da un prologo su JLA n. 23 (ottobre 1998)[119]. Viene ideata e scritta da Grant Morrison, allora alle redini di un ciclo di storie di successo sulla serie della Justice League[119]. In DC One Million si assiste all'arrivo nel presente di una versione della Lega della Giustizia di un lontano futuro (dall'853º secolo). Il suo nome è Justice Legion A (A per Alpha)[119]. Si tratta di un universe-wide crossover dove si hanno però gli albi collegati che presentano il numero di copertina n. 1000000 (datati novembre 85271) e si ambientano nel futuro, presupponendo che la numerazione rimanga ininterrotta dai giorni nostri fino a quel periodo storico[119]. Non mancano i tie-in ambientati nel presente, ma l'impatto della saga sulla continuity del DC Universe rimane marginale[119].
- Our Worlds at War: pubblicato tra agosto e ottobre 2001 (come date di copertina), è il 15° universe-wide-crossover, ma si tratta del primo che non viene strutturato su una miniserie creata apposta per l'evento[120]. Si sviluppa invece partendo dagli albi delle serie regolari di Superman e ha poi ripercussioni anche su molti altri personaggi dell'universo DC. Tra questi bisogna menzionare i membri della Superman Family, Batman, Wonder Woman (che assiste alla distruzione di Paradise Island e alla morte della madre Hyppolita), Aquaman (apparentemente deceduto), gli Young Heroes e Impulse[120]. La storia ruota attorno ad una serie di battaglie in cui sono coinvolti potenti supercriminali quali il figlio di Mongul, Darkseid, Doomsday, Maxima e Lex Luthor[120]. La storia, dal titolo profetico di Mondi in Guerra, viene concepita e pubblicata nei mesi precedenti gli attentati dell'11 settembre 2001[120]. Inoltre nell'albo conclusivo Adventures of Superman n. 596, distribuito il 12 settembre 2001, le torri gemelle di Metropolis (città specchio di New York nell'universo DC) sono rappresentate molto danneggiate[120]. La DC sostiene che si tratta solo di una coincidenza in quanto la storia è stata realizzata mesi prima[120].
- Crisi infinita: miniserie di 7 numeri, scritta da Geoff Johns (dicembre 2005 - giugno 2006)[121]. Viene considerata un sequel di Crisi sulle Terre Infinite e reintroduce il Multiverso all'interno della continuity[121]. Si tratta dell'universe-wide crossover più ambizioso mai realizzato in quanto riprende elementi narrativi dell'intera storia dell'universo fumettistico DC e viene strutturato con numerosi tie-in e miniserie o numeri speciali[121]. La storia viene infatti preceduta da sei miniserie mensili che ne fanno da prologo e sono collettivamente denominate Countdown to Infinite Crisis[121]. Ha a sua volta generato numerose serie e miniserie, o cambiato il titolo ad alcune[121]. Alla fine della saga si sposta di un anno in avanti la continuity delle storie narrate su tutti gli albi mensili (fase denominata One Year Later)[121]. Quanto poi accaduto in questo lasso di tempo viene raccontato in una serie settimanale denominata 52 e pubblicata tra il 10 maggio 2006 e il 2 maggio 2007[121]. Il numero 52 sarà poi ripreso nel rilancio dell'intero Universo DC nel 2011 con il progetto The New 52[121].
- Crisi finale: miniserie pubblicata nel 2008 e scritta da Grant Morrison[122]. Si tratta di una delle saghe più ambiziose concepite dall'autore scozzese e mette le basi per la creazione dell'attuale multiverso DC[122]. La storia inizia con la scoperta del cadavere di Orion (membro dei Nuovi Dei) nel porto di Gotham e vede la Terra cadere preda di Darkseid[122]. Per mettere fine alla sua minaccia bisognerà radunare un esercito di Superman provenienti da diverse dimensioni parallele[122]. La storia origina diversi limited-series spin-off sotto il banner Final Crisis[122]. Da segnalare, in Crisi Finale n. 3, il ritorno dello storico Flash della Silver Age, ovvero Barry Allen[122]. L'interesse suscitato dall'opera sia nella critica che nei lettori rilancia le vendite della casa editrice che porta la DC Comics a dominare il mercato nell'anno successivo (2009)[122].
- Dark Knights: Metal: primo universe wide-crossover dell'epoca DC Rebirth[123]. La storia è stata ideata da Scott Snyder e Greg Capullo, collaboratori per diversi anni sulla serie regolare Batman durante il periodo The New 52[124]. Difatti un ruolo cruciale nella saga lo svolge Il Cavaliere Oscuro, al centro di un evento che vede la comparsa di un nuovo Multiverso denominato Dark Multiverse[124]. Il preludio sono gli albi Dark Knights: The Forge e The Casting in uscita rispettivamente a giugno e luglio del 2017[124]. La miniserie portante dell'evento è Dark Knight: Metal il cui primo albo debutta il 16 agosto 2017[124]. Dal "Multiverso Oscuro" arrivano versioni distorte di Batman che minacciano la realtà di Terra-0 e le ripercussioni toccano i principali albi supereroistici della DC ("tie-in issues")[123]. La prima è più importante storyline è Gotham Resistance che si sviluppa sulle serie della Suicide Squad, Nightwing, Teen Titans e Green Arrow[123].

### Libri
- Cowsill Alan, Irvine Alex e AA.VV., DC Comics anno per anno, una storia per immagini, Modena, Panini S.p.A., 2011.
- (EN) Dallas Keith e AA.VV., American Comic Book Chronicles: The 1980s, Raleigh (North Carolina), TwoMorrows Publishing, 2013.
- (EN) Daniels Les, DC Comics: A Celebretion of the World's Favorite Comic Book Heroes, New York, Watson-Gutpill Publications, 2003.
- (EN) Darius Julian, Classics on Infinite Earths: The Justice League and DC Crossover Canon, Edwardsville (Illinois), Sequart Organization, 2015.
- (EN) Peyer Tom e AA.VV., JLA in Crisis Secret Files, New York, DC Comics, 1998.
- (EN) Sacks Jason, American Comic Book Chronicles: The 1990s, Raleigh (North Carolina), TwoMorrows Publishing, 2018.

### Fumetti
- Dennis O'Neil (testi), Mike Sekowsky (matite) e Dick Giordano (chine), Wonder Woman, New York, Superman National Comics.
- AA.VV. (testi-disegni), Adventure Comics, New York, DC Comics.
- Dennis O'Neil e AA.VV. (testi) e C.C.Beck, Kurt Schaffenberger e AA.VV. (disegni), Shazam! (prima serie), New York, DC Comics.